# جون هانسون (سياسي)
جون هانسون (بالإنجليزية: John Hanson)‏ هو سياسي أمريكي، ولد في 14 أبريل 1721 في بورت توباكو فيليج في الولايات المتحدة، وتوفي في 15 نوفمبر 1783 في مقاطعة برينس جورج في الولايات المتحدة. انتخب عضو مجلس النواب لولاية ماريلند وانتخب رئيس الكونغرس القاري (5 نوفمبر 1781 – 3 نوفمبر 1782).